# Соглашение в Рамбуйе
Соглаше́ние в Рамбуйе́, также Рамбу́йское соглаше́ние, — предложенное мирное соглашение между Союзной Республикой Югославией и делегацией, представлявшей албанское большинство населения Косова. Оно было составлено Организацией Североатлантического договора (НАТО) и названо в честь замка Рамбуйе, где было первоначально предложено. Значение соглашения заключается в том, что Югославия отказалась его принять, что НАТО использовало в качестве оправдания для начала бомбардировок Югославии. Отказ Белграда был основан на аргументе о том, что соглашение содержало положения об автономии Косова, выходившие за рамки, которые югославское правительство считало разумными.

## Предлагаемое соглашение
Положения соглашения включали:
1. «У Косово будут президент, премьер-министр и правительство, свой собственный Верховный суд, конституционный суд и другие суды.»
2. «Косово будет обладать полномочиями принимать законы, не подлежащие пересмотру Сербией или Союзной Республикой Югославией, включая взимание налогов, внедрение программ экономического развития., научное, технологическое, региональное и социальное развитие, поддержание внешних отношений в пределах своей зоны ответственности таким же образом, как и республика.»
3. «Силы югославской армии и сербские силы безопасности будут полностью выведены из Косово, за исключением ограниченных сил пограничной охраны (действующих только в пределах 5-километровой пограничной зоны).»
4. «Стороны приглашают НАТО развернуть вооруженные силы (KFOR), которые будут уполномочены применять необходимую силу для обеспечения соблюдения соглашений.»
5. «Международное сообщество будет играть определённую роль в обеспечение выполнения этих положений с помощью Гражданской имплементационной миссии (CIM), назначенной НАТО».
6. «Глава CIM имеет полномочия издавать обязательные для исполнения директивы Сторонам по всем важным вопросам, которые он считает целесообразными, включая назначение и смещение должностных лиц и свертывание институтов.»
7. «Через три года после выполнения Соглашений будет созвана международная встреча для определения механизма окончательного урегулирования в Косово на основе волеизъявления его народа».
8. «Персонал НАТО должен пользоваться, вместе со своими транспортными средствами, судами, летательными аппаратами и оборудованием, свободным и неограниченным проездом и беспрепятственным доступом по всей территории Союзной Республики Югославии, включая связанное с ней воздушное пространство и территориальные воды. Это должно включать, но не ограничиваться, правом на бивуак, маневрирование, расквартирование и использование любых районов или сооружений, необходимых для поддержки, обучения и операций».
9. «НАТО предоставляется право пользования аэропортами, дорогами, железными дорогами и портами без уплаты пошлин, сборов за проезд или сборов, связанных с простым использованием».
10. «Югославия и Косово по простому запросу предоставляют все телекоммуникационные услуги, включая услуги вещания, необходимые для операции, а также определено НАТО, это должно включать право использовать такие средства и услуги, которые требуются для обеспечения полной возможности связи, и право использовать весь спектр радиосвязи для этой цели свободно.»
11. «При проведении операции, НАТО может потребоваться усовершенствовать или модифицировать определённую инфраструктуру в СРЮ, такую как дороги, мосты, туннели, здания и инженерные системы.»
12. «НАТО обладает иммунитетом от любых судебных процессов, будь то гражданские, административные или уголовные.»
13. «Персонал НАТО при любых обстоятельствах и в любое время всегда пользуются иммунитетом от юрисдикции Сторон в отношении любых гражданских, административных, уголовных или дисциплинарных правонарушений, которые могут быть совершены ими в СРЮ.»
14. «Персонал НАТО должен быть защищен от любой формы ареста, расследования или задержания властями СРЮ».

## Переговоры
Самой большой проблемой для обеих сторон было то, что албанцы не желали согласиться на сохранение Косова в составе Сербии, в то время как сербы не хотели восстановить статус-кво до 1990 года и были непримиримо настроены против любой роли международного сообщества в управлении регионом, включая использование миротворческих сил ООН вместо войск НАТО. Обе стороны старались избежать обвинений в срыве переговоров. Страны Контактной группы НАТО поначалу не хотели применения военной силы — Греция и Италия были против этой идеи. Поэтому, когда переговоры не смогли достичь соглашения к первоначальному сроку 19 февраля, они были продлены ещё на месяц.
Однако приведённые выше аргументы частично противоречат историческим свидетельствам. В частности, заявление сопредседателей Робина Кука и Юбера Ведрина от 23 февраля 1999 года о том, что переговоры привели к консенсусу в отношении существенной автономии для Косова, в том числе в отношении механизмов свободных и справедливых выборов при демократических институтах, для управления Косова, для защиты прав человека и прав членов национальных общин; и для создания справедливой судебной системы. Далее они заявили, что в настоящее время существуют политические рамки, что останавливает дальнейшую работу по завершению глав Соглашения, включая формы приглашенного международного гражданского и военного присутствия в Косове.
В итоге 18 марта 1999 года албанская, американская и британская делегации подписали так называемые «Рамбуйские соглашения», а сербская и российская делегации отказались их подписать. Соглашения провозглашали Косово автономной провинцией в пределах Югославии; предполагали размещение 30 000 военнослужащих НАТО для поддержания порядка в Косове; беспрепятственное право прохода для войск НАТО по югославской территории, включая Косово; и иммунитет НАТО и его агентов к югославскому законодательству. По словам Тима Джуды, сербская сторона использовала это положение лишь позднее в качестве оправдания провала переговоров; в то время сербы отвергли любые дискуссии об участии иностранных войск, не говоря уже об обширных правах, которые были бы предоставлены им Приложением B.
В комментариях к прессе бывший госсекретарь США Генри Киссинджер заявил, что:
Соглашение в Рамбуйе, призывающее Сербию разрешить присутствие войск НАТО на всей территории Югославии, было провокацией, оправданием для начала бомбардировок. Такой документ, как Рамбуйское соглашение, не мог бы принять какой-либо серб. Это был ужасный дипломатический документ, который вообще не стоило представлять в такой форме.Генри Киссинджер, Daily Telegraph, 28 июня 1999 года
Историк Кристофер Кларк поддерживает эту точку зрения, утверждая, что условия австро-венгерского ультиматума Сербии 1914 года кажутся мягкими по сравнению с требованиями НАТО.
Джордж Кенни, бывший сотрудник бюро по Югославии в Государственном департаменте, в мае 1999 года сообщил, что высокопоставленный сотрудник Государственного департамента информировал журналистов о том, что «[мы] намеренно установили планку выше, чем могли принять сербы».
События развивались стремительно после провала в Рамбуйе. Международные наблюдатели из ОБСЕ были отозваны 22 марта из-за опасений за безопасность наблюдателей в преддверии ожидаемой бомбардировки НАТО. 23 марта сербский парламент принял резолюцию, в которой осудил вывод наблюдателей ОБСЕ и принял статус «автономии» для Косова и невоенной части соглашения.
Лидеры НАТО ожидали, что короткая бомбардировка приведет к выводу сербских сил из Косова, что положит конец конфликту; но Милошевич предполагал, что его правительство и вооруженные силы могут выдержать несколько дней бомбардировок без серьёзного вреда для страны.